# Tahjere McCall
Tahjere McCall (Filadelfia, 17 agosto 1994) è un cestista statunitense.

## Statistiche

### College
| Anno      | Squadra           | PG  | PT | MP   | TC%  | 3P%  | TL%  | RP  | AP  | PRP | SP  | PP   |
| --------- | ----------------- | --- | -- | ---- | ---- | ---- | ---- | --- | --- | --- | --- | ---- |
| 2012-2013 | Niagara P. Eagles | 32  | 23 | 19,8 | 36,9 | 0,0  | 43,6 | 3,3 | 2,4 | 1,2 | 0,0 | 4,0  |
| 2013-2014 | Niagara P. Eagles | 27  | 14 | 22,7 | 41,3 | 8,3  | 73,4 | 3,0 | 2,0 | 1,3 | 0,3 | 7,5  |
| 2015-2016 | TSU Tigers        | 31  | 28 | 30,1 | 45,5 | 27,8 | 75,6 | 5,1 | 3,0 | 2,3 | 0,4 | 14,6 |
| 2016-2017 | TSU Tigers        | 27  | 27 | 32,1 | 43,5 | 24,3 | 63,7 | 5,0 | 5,1 | 2,8 | 0,5 | 14,3 |
| Carriera  | Carriera          | 117 | 92 | 26,0 | 42,7 | 23,0 | 67,7 | 4,1 | 3,1 | 1,9 | 0,3 | 10,0 |

### NBA

#### Regular Season
| Anno      | Squadra       | PG | PT | MP  | TC%  | 3P% | TL% | RP  | AP  | PRP | SP  | PP  |
| --------- | ------------- | -- | -- | --- | ---- | --- | --- | --- | --- | --- | --- | --- |
| 2018-2019 | Brooklyn Nets | 1  | 0  | 8,0 | 66,7 | 0,0 | 0,0 | 1,0 | 0,0 | 0,0 | 0,0 | 4,0 |
| Carriera  | Carriera      | 1  | 0  | 8,0 | 66,7 | 0,0 | 0,0 | 1,0 | 0,0 | 0,0 | 0,0 | 4,0 |

### G League
| Anno       | Squadra          | PG  | PT | MP   | TC%  | 3P%  | TL%  | RP  | AP  | PRP | SP  | PP   |
| ---------- | ---------------- | --- | -- | ---- | ---- | ---- | ---- | --- | --- | --- | --- | ---- |
| 2017-2018  | Long Island Nets | 37  | 31 | 28,2 | 49,8 | 31,5 | 67,3 | 4,5 | 2,9 | 1,8 | 0,7 | 9,1  |
| 2018-2019  | Long Island Nets | 33  | 19 | 26,1 | 49,8 | 27,6 | 75,9 | 4,3 | 2,7 | 1,4 | 0,5 | 11,3 |
| 2019-2020  | C.P. Skyhawks    | 42  | 34 | 29,3 | 46,3 | 19,2 | 81,8 | 6,1 | 4,7 | 1,9 | 0,7 | 12,7 |
| 2020-2021† | Lakeland Magic   | 15  | 8  | 27,5 | 48,5 | 30,6 | 82,1 | 7,4 | 3,3 | 1,1 | 0,5 | 11,9 |
| Carriera   | Carriera         | 127 | 92 | 27,9 | 48,4 | 26,2 | 76,3 | 5,3 | 3,5 | 1,7 | 0,6 | 11,2 |

## Palmarès
- Campione NBA D-League (2021)